# Trogloagonum
Trogloagonum is een geslacht van kevers uit de familie van de loopkevers (Carabidae). De wetenschappelijke naam van het geslacht is voor het eerst geldig gepubliceerd in 1982 door Casale.

## Soorten
Het geslacht Trogloagonum is monotypisch en omvat slechts de volgende soort:
- Trogloagonum novaehiberniae Casale, 1982